# 蘇聯民航2230號班機空難
蘇聯民航2230號班機空難是俄羅斯航空一班的來回塔什干國際機場至科利佐沃機場（Koltsovo Airport）定期航班，1967年11月20日，一架伊爾-18客機墜毀於科利佐沃機場附近，造成107名乘客死亡。